# Chlorophorus cingalensis
Chlorophorus cingalensis là một loài bọ cánh cứng trong họ Cerambycidae.